# Lanfranco Bombelli Tiravanti
Lanfranco Bombelli Tiravanti, més conegut com a Franco Bombelli (Milà, 1921 - Cadaqués, 1 d'agost de 2008) fou un pintor, arquitecte i galerista italià, conegut a Catalunya per ser el fundador de la Galeria Cadaqués.

## Biografia
Va estudiar a Milà i a Zúric, on va conèixer Max Bill. Aquest li va demanar si volia organitzar exposicions a París, col·laborant amb el Pla Marshall. Va ser allà on va iniciar-se com a professional en l'organització d'exposicions. Va col·laborar com a interiorista al Pavelló Americà de la Fira Internacional de Brussel·les de 1958, juntament amb Peter Harnden. També va col·laborar en la creació d'un altre pavelló, aquest cop de l'OECD a la fira d'Osaka el 1970. Després d'una estada a Barcelona, es va establir a Cadaqués durant els anys 60, i va fundar les galeries Cadaqués 1 i Cadaqués 2, des d'on va mostrar l'obra d'artistes de renom internacional com Marcel Duchamp, David Hockney, Joseph Beuys o Richard Hamilton entre d'altres. A Cadaqués també va idear un seguit de cases amb l'arquitecte Peter Harnden.
També va mostrar obres d'artistes catalans com Albert Ràfols Casamada, Arranz-Bravo, Bartolozzi, Maria Girona, Carlos Pazos, Fina Miralles o Toni Catany, entre d'altres, i va ser pioner en realitzar exposicions de fotografia, amb obres de Man Ray, Robert Capa.
Promotor cultural, va apadrinar diverses iniciatives vanguardistes, com una pel·lícula d'Antoni Muntadas de 1974, Cadaqués Canal Local, una acció de l'artista Miralda el 1981 o l'organització del Festival de música de Cadaqués, juntament amb Jordi Roch, on va aconseguir que toqués John Cage el 1982. Amb molts contactes internacionals, va ser un dels responsables de relacions internacionals de la Fira ARCO de Madrid. El Museu Reina Sofia i el MACBA li van realitzar un homenatge el 2004.
Un any abans de morir, va ser guanyador en el 27è Mini Print Internacional de Cadaqués. Va poder preparar l'exposició de serigrafies que l'estiu següent havia de presentar en el Taller Galeria Fort –exposició individual que és conseqüència de guanyar en aquest concurs d'obra gràfica–, però ja no va poder assistir a la seva inauguració el 28 de juny del 2008.